# یواس‌اس ال‌اس‌ام-۶۰
یواس‌اس ال‌اس‌ام-۶۰ (به انگلیسی: USS LSM-60) یک کشتی بود که طول آن ۲۰۳ فوت ۶ اینچ (۶۲٫۰۳ متر) بود. این کشتی در سال ۱۹۴۴ ساخته شد.